# Mézesbödön (számítástechnika)
A számítógépes terminológiában a mézesbödön (angolul honeypot) egy IT biztonsági mechanizmus, amely az információs rendszerek illetéktelen használatára vonatkozó kísérletek észlelésére, elhárítására vagy valamilyen módon ellensúlyozására szolgál. 
A mézesbödön egy támadó számára az eredeti informatikai környezetnek tűnhet, valójában annak egy replikája, mely képes blokkolni vagy elemezni a támadókat.

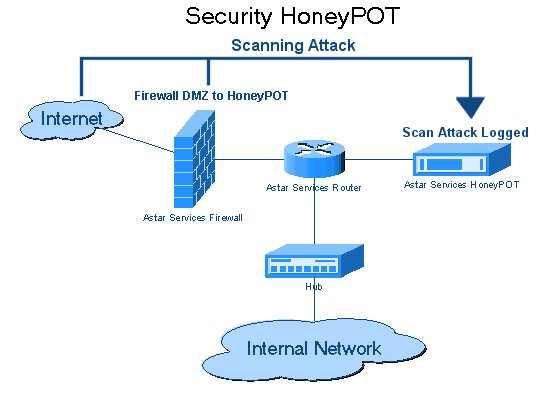
A honeypot infrastrukturális diagramja

## Típusok
A mézesbödön környezeteket a telepítés (felhasználás/cél) és az érintettség szintje alapján lehet osztályozni.
Telepítés szerint lehet:
- éles környezet
- kísérleti környezet

Éles környezetben könnyen használhatók, csak korlátozott információkat képesek megragadni, és elsősorban a vállalatok használják. Ez esetben egy szervezet más éles kiszolgálók mellé helyezi el az éles hálózatban, hogy javítsa általános biztonsági állapotát. Normális esetben az éles környezetben használt mézesbödönt könnyebb telepíteni, viszont kevesebb információt ad a támadásokról, mint a kísérleti környezetek esetében.
Kísérleti környezetben arra használják, hogy információkat gyűjtsenek a black hat hekkerek támadási taktikáiról és céljairól, amelyekkel különböző hálózatokat céloznak. Ezek a mézesbödönök nem adnak közvetlen értéket egy adott szervezetnek; ehelyett arra használják, hogy felkutassák a szervezeteket fenyegető fenyegetéseket, és megtanulják, hogyan lehet jobb védelmet kialakítani ezekkel a fenyegetésekkel szemben. A kísérleti mézesbödönöket bonyolult telepíteni és fenntartani, ezért ilyen átfogó információk gyűjtéséhez elsősorban kutatási, katonai vagy kormányzati szervezetek használják. 
A tervezési kritériumok alapján a mézesbödönök a következőkbe sorolhatók:
- tiszta
- nagy kölcsönhatású
- alacsony kölcsönhatású

A tiszta mézesbödön teljes értékű éles rendszer azzal a különbséggel, hogy a támadó tevékenységét egy szoftverrel rögzítik. Más szoftvert nem kell telepíteni vagy átkonfigurálni.
A nagy interakciójú mézesbödönök a különféle éles rendszerek tevékenységét utánozzák, kiraknak számos szolgáltatást az internetre, abból a célból, hogy a támadó abban a hitben, hogy az éles rendszerrel van dolga, a mézesbödön feltörésére pazarolja az idejét.
Virtuális gépek alkalmazásával egyetlen fizikai gépen több mézesbödön is elhelyezhető. Ez lehetővé teszi a gyors visszaállítást (backupot), amennyiben a rendszer kompromittálódik. Példa: Honeynet.
Az alacsony interakciójú mézesbödön csak a támadók által leggyakrabban felkeresett szolgáltatásokkal foglalkozik. Mivel viszonylag kevés erőforrást fogyaszt, több virtuális gép is könnyen elhelyezhető egy fizikai rendszerben, a virtuális rendszerek rövid válaszidővel rendelkeznek, és kevesebb kódra van szükség, ami csökkenti a virtuális rendszer biztonságának összetettségét. Példa: Honeyd.

## Fordítás
Ez a szócikk részben vagy egészben  a   Honeypot (computing) című angol Wikipédia-szócikk ezen változatának fordításán alapul.  Az eredeti cikk szerkesztőit annak laptörténete sorolja fel. Ez a jelzés csupán a megfogalmazás eredetét és a szerzői jogokat jelzi, nem szolgál a cikkben szereplő információk forrásmegjelöléseként.